# Iphiaulax denunciator
Iphiaulax denunciator är en stekelart som först beskrevs av Fabricius 1781.  Iphiaulax denunciator ingår i släktet Iphiaulax och familjen bracksteklar. Inga underarter finns listade i Catalogue of Life.